# Erlbach (Neusitz)
Erlbach ist ein Gemeindeteil der Gemeinde Neusitz im Landkreis Ansbach (Mittelfranken, Bayern). Erlbach liegt in der Gemarkung Neusitz.

## Geografie
Der Weiler liegt am Erlbacher Bach, einem rechten Zufluss des Kirnberger Mühlbachs. Dieser fließt rechts in die Tauber. Im Südosten grenzt ein Naturschutzgebiet an. Am Ortseingang Richtung Neusitz befinden sich die Überreste der Burg Erlbach. Eine Gemeindeverbindungsstraße führt nach Neusitz zur Kreisstraße AN 33 (1,8 km nordwestlich) bzw. nach Kirnberg zur Staatsstraße 2249 (1,3 km südöstlich). Eine weitere Gemeindeverbindungsstraße verläuft zu einer anderen Gemeindeverbindungsstraße (0,8 km östlich) zwischen Horabach (0,3 km nördlich) und Södelbronn verläuft (0,4 km südlich).

## Geschichte
1804 gab es in dem Ort vier Haushalte, die alle der Reichsstadt Rothenburg untertan waren.
Mit dem Gemeindeedikt (frühes 19. Jahrhundert) wurde der Ort dem Steuerdistrikt und der Ruralgemeinde Neusitz zugewiesen.

### Einwohnerentwicklung
| Jahr      | 001818 | 001840 | 001861 | 001871 | 001885 | 001900 | 001925 | 001950 | 001961 | 001970 | 001987 |
| Einwohner | 35     | 38     | 41     | 37     | 37     | 36     | 33     | 34     | 25     | 23     | 20     |
| Häuser    | 4      | 6      |        |        | 5      | 5      | 6      | 6      | 6      |        | 5      |
| Quelle    | [ 8 ]  | [ 9 ]  | [ 10 ] | [ 11 ] | [ 12 ] | [ 13 ] | [ 14 ] | [ 15 ] | [ 16 ] | [ 17 ] | [ 1 ]  |

## Religion
Der Ort ist seit der Reformation evangelisch-lutherisch geprägt und bis heute nach Heilig Kreuz (Neusitz) gepfarrt. Die Einwohner römisch-katholischer Konfession sind nach St. Johannis (Rothenburg ob der Tauber) gepfarrt.

## Unternehmen
Es ist in Erlbach nur noch ein einziger Betrieb ansässig, der die Biogasanlage der Gemeinde Neusitz betreibt.